# Церковь Святой Марии (Любек)
Церковь Девы Марии (Мариенкирхе, нем. Lübecker Marienkirche) — лютеранский храм в городе Любек, Германия. Является памятником Всемирного культурного наследия ЮНЕСКО.
Любекская Мариенкирхе, построенная в 1250—1350 годах, сыграла огромную роль в развитии местной архитектуры. Её называют «матерью северогерманской кирпичной готики», ведь она послужила образцом для 70 храмов в этом стиле в балтийском регионе. В этой церкви распространившийся во Франции готический стиль был воплощён в северогерманском красном кирпиче. Своды любекской Мариенкирхе являются самыми высокими в мире для кирпичных церквей (38,5 м).
Церковь представляет собой трёхнефную базилику с боковыми капеллами, обходом хора и венцом капелл вокруг апсиды, а также притвором с поперечным нефом. Монументальный западный фасад украшают две башни. Их высота составляет вместе с флюгерами 124,95 и 124,75 м.Как главная приходская церковь для городских чиновников и горожан ганзейского города Любека, Мариенкирхе находится в торговом квартале, который простирается до складов на набережной Траве, неподалёку от любекской ратуши и Рыночной площади.

## История строительства
На месте Мариенкирхе раньше стояла деревянная церковь эпохи первой немецкой колонизации, а после повторного основания города в 1156 году появилась романская кирпичная церковь, которая к началу XIII века как по своим размерам, так и по репрезентативности перестала отвечать требованиям независимого и процветающего купечества. Романские скульптуры из этой романской церкви в настоящее время демонстрируются в любекском монастыре Святой Анны.

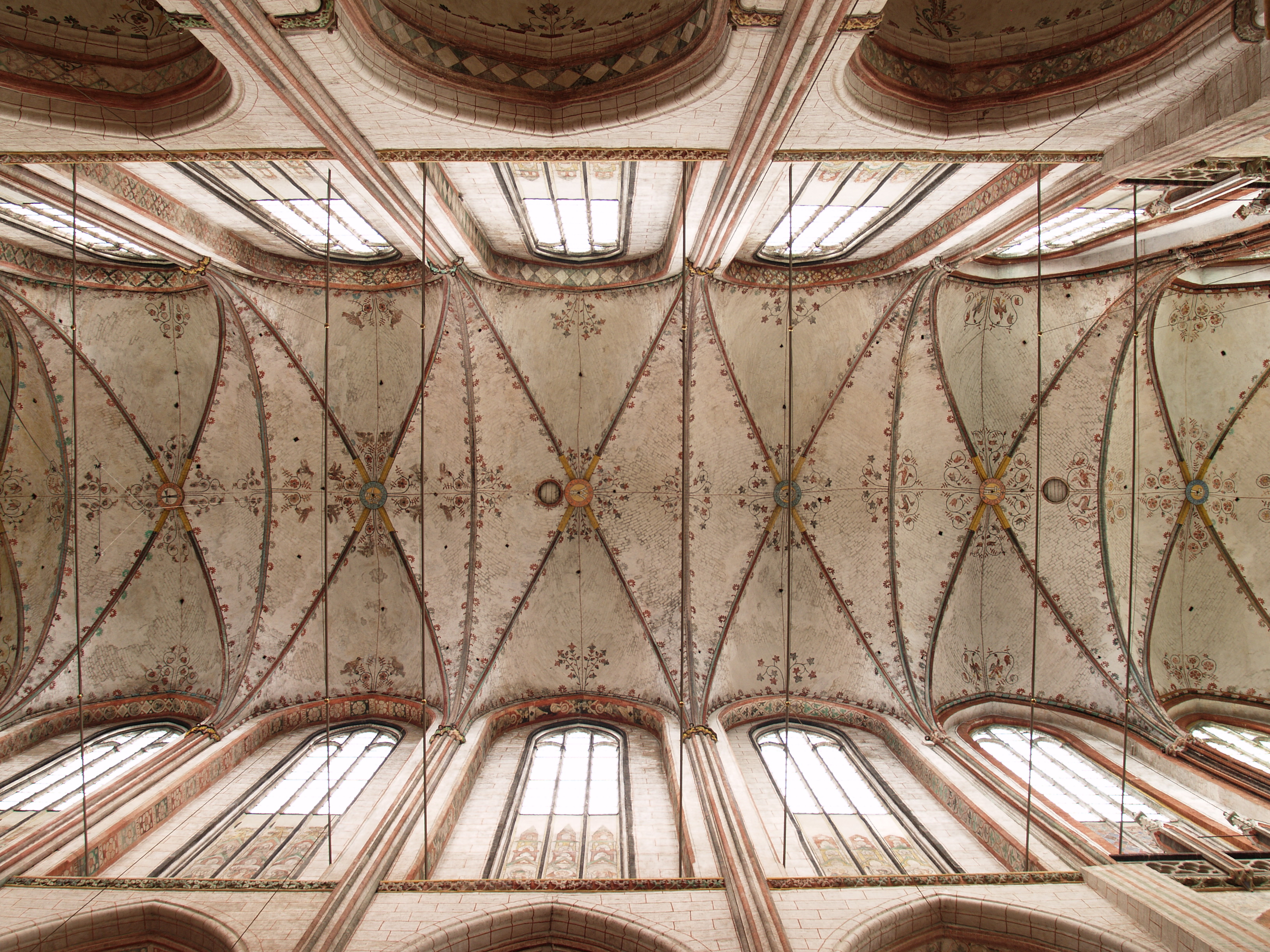
Вид сводов центрального нефа почти 40-метровой высоты

Образцом для новой трёхнефной базилики в Любеке послужили готические соборы Франции и Фландрии, построенные из природного камня. Мариенкирхе — один из самых ярких примеров сакрального сооружения в стиле кирпичной готики и послужила примером для подражания для многих церквей в балтийском регионе (например, церквей Святого Николая в Штральзунде и Висмаре).
К 1310 году восточнее южной башни была пристроена «Писарская капелла». Она совмещала в себе функции притвора и капеллы и, украшенная порталом, служила вторым главным входом в церковь со стороны Рыночной площади Любека. Предположительно она посвящалась святой Анне и своё современное название получила после Реформации, когда в неё въехали писари. Капелла со звёздчатым сводом (12 м × 8 м × 12 м) считается шедевром высокой готики. Её часто сравнивают с образцами английской соборной готики и капитульным залом замка Мариенбург Тевтонского ордена в Мальборке. В настоящее время в Писарской капелле проходят приходские службы в зимний период (с января по март).
В юго-восточной части деамбулатория городские власти возвели в 1390 году собственную капеллу — «Бургомистрскую», которая выделяется внешне сочетанием в кладке глазурованного и неглазурованного кирпича. Здесь проходили церемонии вступления в должность избранных членов городского совета. На верхнем этаже капеллы хранились особо важные ценности города: городские привилегии, грамоты, договоры и другие документы городского совета. Эта часть церкви и по сей день находится в собственности города.
Всего церковь святой Марии насчитывает девять больших боковых капелл и десять малых погребальных капелл, названных по фамилиям членов любекского городского совета.

## Разрушение и восстановление
В ночь на вербное воскресенье с 28 на 29 марта 1942 года любекская Мариенкирхе, как и любекские собор и церковь Святого Петра, практически полностью выгорела во время воздушного налёта на Любек, разрушившего пятую часть исторического центра города. Пожар уничтожил знаменитый «Орган пляски смерти», на котором играли Дитрих Букстехуде и с большой долей вероятности Иоганн Себастьян Бах.
В пожаре были утеряны «Григорианская месса» Бернта Нотке, монументальная «Пляска смерти» (работы Бернта Нотке, в 1701 году заменена копией), резьба леттнера, «Алтарь троицы» Якоба ван Утрехта (ранее приписываемый Бернарту ван Орлею), и «Вход Христа в Иерусалим» Фридриха Овербека.
Обрушившиеся во время пожара колокола стали напоминанием об этих трагических событиях, их обломки можно увидеть в Поминальной капелле в южной башне церкви.
Ещё до окончания войны над Мариенкирхе была возведена временная крыша. Восстановление церкви началось в 1947 году и продлилось в течение 12 лет. В 1951 году под восстановленной крышей церкви прошло празднование 700-летнего юбилея церкви. По этому случаю от федерального канцлера Конрада Аденауэра церковь получила в подарок новый главный колокол, и была освящена Поминальная капелла в южной башне.